# 預言者のモスク
預言者のモスク（よげんしゃのモスク、アラビア語: المسجد النبوي al-Masjid an-Nabawī, مسجد النبي Masjid an-Nabī）は、サウジアラビアのマディーナ（メディナ）にあるイスラム教の礼拝堂・モスクで、イスラム教の第2の聖地。預言者ムハンマドの霊廟でもある。

## 歴史
622年、ムハンマドは少数の信者と共にマディーナへ移住、いわゆるヒジュラを行った。メディナにはムハンマドの住居となる、51m四方の中庭を3.6mの煉瓦製の壁が覆う方形の建物が立てられた。この方形の建物の東側にはムハンマドの妻たちの部屋が9つあり、ムハンマド個人の部屋はなかった。屋根は一部分しかなく、マッカの方向である南側とイェルサレムの方向である北側にのみ設置された。この建物はマッカの軍隊と戦うための作戦本部や軍事基地としても機能しており、戦いの後は捕虜収容所や病院としても機能していた。この建物はモスクとしても機能しており、ムハンマドは3段で出来た壇の上で説教を行っていた。これが現在まで世界中のモスクに設置されているミンバルの起源である。また、正統カリフのアリーがイラクのクーファに移るまではイスラム共同体の首都、その後はイスラム教の第2聖地として機能した。632年、ムハンマドが没するとこのモスクにその亡きがらが葬られた。706年、ウマイヤ朝の6代目カリフであるワリード1世はこのモスクの大改装を命じ、5年の歳月をかけて既存の建物をすべて壊したうえで新しいモスクを建設した。その後、預言者のモスクは少なくとも2度の火災に見舞われた。1483年にはマムルーク朝のスルタンであるアシュラフ・カーイトバーイによって再建され、オスマン帝国時代に修復されて現在のモスクに至る。
現在の10本のミナレット（尖塔）のある白亜の巨大な建物は1995年にできた。マッカにあるマスジド・ハラーム同様、100万人の収容が可能。ハッジ（巡礼）でついでに訪れるムスリムも多い。
2016年7月4日、サウジアラビアではジッダにあるアメリカ総領事館のほか複数個所で自爆攻撃が行われ、その内の一つはこのモスクの付近で起きた。6日にラマダン明けのイードを控えており、多くの礼拝客が訪れていた中で攻撃が行われ、治安部隊の4人が死亡して5人が負傷した。

## 特徴
預言者のモスクは度重なる修復と改装の上に成り立っておりウマイヤ朝時代などはアラビア語文献に残るのみであるが、おおよそ100m四方だったと考えられており、改装以前の50m四方に比べると面積で言えば4倍の規模になった。中庭は、南北は5列、西は4列、東は3列の柱間から成る柱廊に囲まれ、中庭に面した柱列のみアーチが施されていた。天井には金で採食された彫刻があった。また、柱は主に大理石で作られていた。礼拝室の壁にはクルアーンの引用が彫られ、ビザンツ建築の影響を受けたモザイクによる装飾が施された。他にも、以降のモスクでは必ずみられるミフラーブがこのモスクで初めて採用されたとされている。礼拝の時にイマームが立つミンバルはムハンマド時代には3段だったものが9段になった。建物の高さはおよそ13mで、モスクの4隅には1辺が4m、少なくとも高さ25mのミナレットが建てられた。

## ギャラリー
預言者のモスクの写真
- マムルーク朝時代のオリジナルのドームを描いた 18 世紀のブロンズ トークン。現在は緑のドームが立っている。
- 1993 年の 100 リヤル紙幣の裏面にあるモスク。 サウジアラビアではすべての 100 リヤル紙幣の裏面に預言者のモスクが使用されており、表面には緑のドームが描かれている。
- ムハンマドの墓の上にある緑のドームと、その隣の小さな銀のドーム。
- 新しいセクションの内部
- 中庭内部
- 中庭
- 傘がメディナの厳しい夏の気温から巡礼者を守っている。 広場と巡礼者が涼しくなるよう、水を噴霧するファンも傘の柱に取り付けられている。
- モスクの門には「神の使徒ムハンマド」と刻まれている。
- モスク内の図書館にはいくつかの古い写本や書籍が収蔵されており、イスラムの歴史の保存を専門としている。